# Heliotropium chenopodiaceum
Heliotropium chenopodiaceum là loài thực vật có hoa trong họ Mồ hôi. Loài này được (A.DC.) Clos mô tả khoa học đầu tiên năm 1849.